# Cathédrale Saint-Étienne de Brisbane
Cette  cathédrale n’est pas la seule cathédrale Saint-Étienne.
La cathédrale Saint-Étienne de Brisbane (en anglais : Cathedral of Saint Stephen) est le principal sanctuaire catholique et le siège épiscopal du diocèse de Brisbane, dans l'État australien du Queensland. 
Elle occupe un terrain limité par Elizabeth Street, Charlotte Street et Edward Street, artères majeures du Brisbane central business district.

## Historique
Alors que la communauté catholique de Brisbane ne compte guère plus d'une soixantaine de familles à l'issue de la première moitié du XIXe siècle, les autorités paroissiales obtiennent de pouvoir bâtir un premier sanctuaire dès 1848. Celui-ci est édifié en deux ans sur les plans de l'architecte Augustus Welby Northmore Pugin, et consacré par une messe solennelle le 12 mai 1850.
Malgré des dimensions très modestes, le nouvel édifice est érigé en cathédrale lors de la création de l'évêché de Brisbane en 1859. 
James Quinn en devient le premier évêque.
À peine désigné, celui-ci envisage la fondation d'un édifice plus vaste dont la réalisation est confiée à l'architecte Benjamin Backhouse. Celui-ci imagine un vaste édifice néo-gothique conçu sur un plan en croix latine. 
Quatre ans plus tard, le 26 décembre 1863, la première pierre de la nouvelle cathédrale est posée lors d'une cérémonie présidée par le prélat. Ce jour étant celui de la fête de Saint-Étienne, les autorités diocésaines décident de nommer le nouveau sanctuaire du nom de ce martyr des premiers temps de l'ère chrétienne : la cathédrale en construction prend donc officiellement le nom de Cathedral of Saint Stephen.
Cependant, quelques mois plus tard, les travaux sont arrêtés par suite de la crise économique qui frappe une partie du monde au cours de la décennie 1860-1870. Bien que ceux-ci reprennent en 1870, des modifications sont apportées aux plans de Benjamin Backhouse, afin de les rendre plus conformes à la réalité économique du temps. 
Le 17 mai 1874, c'est un édifice encore inachevé qui est officiellement consacré. 
Dix ans plus tard, les flèches de la façade ouest sont élevées en lieu et place des tours projetées initialement. 
En 1920 débute la dernière campagne de travaux : l'érection des croisillons. 
Bien que la cathédrale soit alors presque achevée, l'archevêque James Duhig envisage de bâtir une nouvelle cathédrale encore plus imposante : la cathédrale du Saint-Nom. Celle-ci devait s'élever dans le quartier de Fortitude Valley. Bien que mise en chantier dans le même temps, elle ne fut jamais achevée, le peu de travaux réalisés - dont une crypte néo-gothique - étant même démolis dans les années 1980, à l'exception d'un pan de mur.
Au début des années 1980, la cathédrale Saint-Étienne demeure ainsi le seul siège épiscopal catholique de Brisbane. Une campagne de restauration et de réaménagement est menée et achevée en l'an 2000, date à laquelle on intègre un nouvel orgue, le Jubilee Pipe Organ.

## Architecture

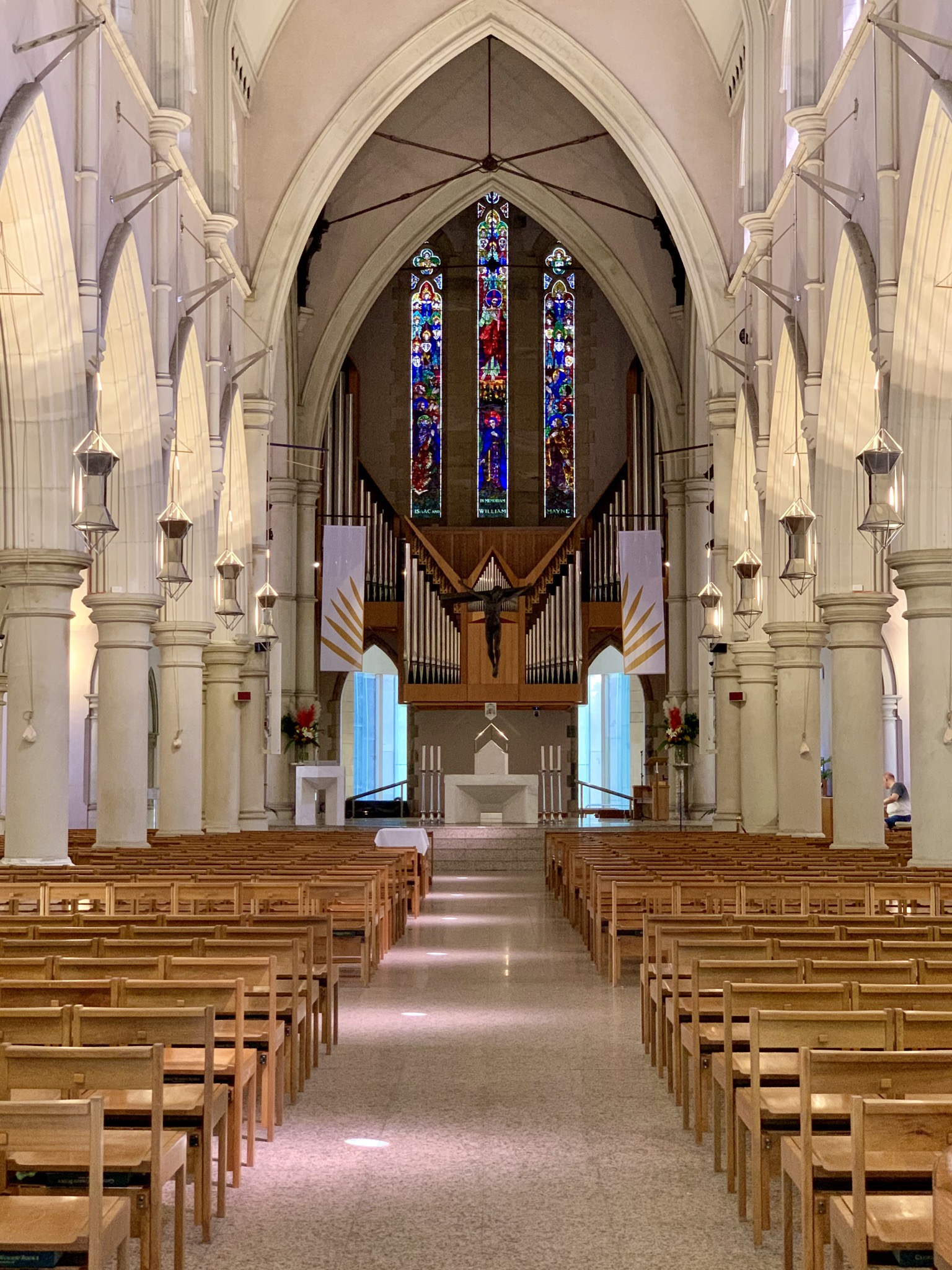
Vue de l'intérieur de la cathédrale

La cathédrale est caractéristique du style néo-gothique en vigueur durant la majeure partie du XIXe siècle. Elle se distingue par un style hétérogène s'expliquant tant par les modifications apportées aux plans de l'architecte - principalement pour des raisons économiques - que par la relative longueur des travaux, étalés sur près de huit décennies. Ceci explique également l'utilisation de plusieurs matériaux différents : tuf, porphyre et grès.  
Le sanctuaire est basé sur un plan en croix latine, conformément à la tradition médiévale. 
La nef, bordée de bas-côtés, débouche sur une abside rectangulaire éclairée par un triplet orné de vitraux aux tons azur. Ces vitraux sont l'œuvre du maître-verrier Harry Clarke, de l'atelier J. Clarke and sons de Dublin. Réalisés en 1923, ils représentent la passion et l'ascension du Christ.
Si la plupart des vitraux de la nef datent de 1880, ceux du transept sont installés dans les années 1920. Parmi ces derniers se trouve le vitrail de l'Annonciation de Marie (The annunciation to Mary) et celui de la Visitation, tous deux localisés dans le croisillon sud. 
Dans le croisillon nord se trouve un groupe de vitraux consacrés à la mort et à la résurrection du Christ telles que dépeintes dans le Nouveau Testament (The resurrection ; The risen Christ et The ascension).
Un vitrail, œuvre de l'artiste contemporain Warren Langley, est installé en 1989.

## LaSaint Stephen’s Chapel
Au sud du bâtiment de la cathédrale se situe la chapelle Saint-Étienne, ou Saint Stephen’s Chapel.
Un temps menacée de démolition, cette ancienne église paroissiale, devenue ultérieurement la première cathédrale catholique de Brisbane, a été restaurée en 1999. De style néo-gothique, elle se compose d'une nef unique à laquelle vient se greffer une abside quadrangulaire, éclairée d'une rosace. 
À l'opposé, la façade ouest est percée d'une baie ornée de vitraux ayant pour thème la vie de saint Étienne.